# Alligator-Action-Farm
Die Alligator-Action-Farm war ein 13.000 m² großer Tierpark in Friedberg-Ockstadt in Hessen. René Renz, Mitglied einer Zirkusfamilie, eröffnete im Herbst 2001 die Anlage auf dem ehemaligen Bundeswehrdepot bei Ockstadt. Den Gästen wurde ein Umgang mit Alligatoren ermöglicht, darunter Anfassen und gemeinsames Schwimmen. Die Alligatoren stammten aus der persönlichen Arbeit von Renz und waren an die menschliche Nähe gewöhnt. Zu den gehaltenen Tieren gehörte auch der Brillenkaiman Sammy aus dem Straberg-Nievenheimer See. Zu den weiteren Tieren im Park zählten Nilkrokodile, Kuba-Krokodile, Grüne Leguane, Pythons, Anakondas und andere Schlangen sowie Vogelspinnen und europäische Sumpfschildkröten. Daniel Renz hatte mit seinem Circus Universal Renz auf dem Gelände der Farm sein Winterquartier. Pro Wildlife kritisierte die Missstände vom Tierschutz bis hin zu den Gesundheitsrisiken. 2017 wurde der direkte Kontakt von Besuchern zu den Alligatoren durch das Verwaltungsgericht verboten, bestätigt durch den Hessischen Verwaltungsgerichtshof. Es folgte die Schließung. 28 ausgewachsene Mississippi-Alligatoren im Alter zwischen 15 und 45 Jahren wurden 2018 im Internet versteigert.